# Tourtouse
Tourtouse település Franciaországban, Ariège megyében. Lakosainak száma 165 fő (2022. január 1.). Tourtouse Barjac, Bédeille, Fabas, Lasserre és Sainte-Croix-Volvestre községekkel határos.

## Népesség
A település népessége az elmúlt években az alábbi módon változott:
| Lakosok száma | 224  | 201  | 174  | 165  | 146  | 141  | 146  | 155  | 158  | 165  |
|               | 1968 | 1982 | 1990 | 2006 | 2013 | 2015 | 2017 | 2019 | 2020 | 2022 |